# Edward Bunker

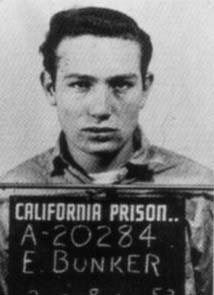
Edward Bunker nel 1952

(E. Bunker)
Edward Heward Bunker (Los Angeles, 31 dicembre 1933 – Burbank, 19 luglio 2005) è stato uno scrittore, sceneggiatore e attore statunitense, con un passato da criminale, che lo ha reso uno dei più importanti autori crime e noir. Fin da piccolo si è dimostrato un bambino brillante ma con molti problemi, passando la sua infanzia in vari collegi e istituti privati. Entrato giovanissimo nel mondo della criminalità è entrato e uscito varie volte di prigione. È stato accusato di essere un falsario, di aver commesso crimini come rapine di banche, anche a mano armata, traffico di droga ed estorsione.

## Biografia
Gli antenati paterni erano di origine francese; il suo cognome, Bunker, è la forma anglicizzata del nome di origine francese "bon coeur", buon cuore. Nato a Hollywood, fin da ragazzino Eddie conobbe il disagio sociale e le difficoltà di inserimento nella società: dopo ripetute fughe, in seguito al divorzio dei genitori, fu affidato al servizio sociale. Poco dopo entrò in ospedale psichiatrico e poi in riformatorio. A 17 anni fu il più giovane recluso di tutti i tempi nel famoso carcere di San Quintino.
Louise Fazenda, una ex star del cinema muto e moglie del produttore cinematografico Hal B. Wallis, con la quale Bunker aveva stretto amicizia durante il periodo intercorso tra la prima e la seconda reclusione, grazie alla sua influenza riuscì a fargli recapitare una macchina per scrivere con cui Bunker scrisse i primi racconti. Il primo romanzo fu pubblicato solo nel 1973, No Beast So Fierce (in italiano, Come una bestia feroce). Nel 1975, dopo una vita passata a entrare e a uscire da prigioni e a infrangere la libertà provvisoria, trovò il successo letterario e una vita tranquilla.
Ha più volte dichiarato di essere stato influenzato dalle opere di Dostoevskij, Hemingway, Moravia, 
 Wolfe  e Cervantes. L'esperienza carceraria e il suo passato sono alla base dei suoi libri, in cui spesso la violenza e il carcere hanno un ruolo di co-protagonisti. Nel carcere di San Quintino conobbe Danny Trejo, che chiamò anni dopo per il film A 30 secondi dalla fine.

### Il cinema
Eddie Bunker ha lavorato molto anche per il cinema, che gli ha dato la possibilità di sopravvivere fuori dal carcere. Ha scritto diverse sceneggiature per alcuni film, sempre di genere crime o poliziesco, e ha lavorato come consulente tecnico per alcune altre pellicole (Robert De Niro lo richiese per aiutarlo nel suo ruolo per Heat - La sfida). I suoi libri hanno dato vita a loro volta ad alcune pellicole: Steve Buscemi ha diretto Animal Factory (nel quale Bunker appare in un cameo), mentre da Come una bestia feroce fu tratto il film Vigilato speciale, con Dustin Hoffman e lo stesso Eddie Bunker.
Ha soprattutto avuto una discreta fortuna come attore, ottenendo ruoli più o meno importanti in film come Vigilato speciale, Tango & Cash e Le iene. In quest'ultimo film, diretto da Quentin Tarantino, interpreta la parte di uno dei rapinatori protagonisti della vicenda, Mr. Blue: un ruolo piccolo, quasi un cameo, scritto da Tarantino (accanito fan dei suoi romanzi) apposta per lui, e rimasto la sua immagine più celebre. Altre piccole apparizioni nelle vesti di carcerato sono quella nel film del 1985 A 30 secondi dalla fine (Runaway Train) di Andrei Konchalovsky (di cui Bunker ha firmato la sceneggiatura) e quella nel film L'altra sporca ultima meta (The Longest Yard) diretto da Peter Segal nel 2005.

### La morte
Bunker, ammalato di diabete, morì a 71 anni, il 19 luglio 2005 a Burbank, California, dopo un intervento per migliorare la circolazione sanguigna alle gambe. È tumulato a Hollywood Forever Cemetery.

## Opere
- Come una bestia feroce (No Beast So Fierce), pubblicato anche con il titolo Vigilato speciale (1973)
- Animal Factory (The Animal Factory) (1977)
- Little Boy Blue (Little Boy Blue) (1980)
- Cane mangia cane (Dog Eat Dog) (1996)
- Mr. Blue: Memoirs of a Renegade (1999) - inedito in Italia e confluito in Educazione di una canaglia
- Educazione di una canaglia (Education of a Felon: A Memoir) (2000) autobiografia
- Stark  (2006) pubblicato postumo
- Mia è la vendetta (Death Row Breakout and Other Stories) (2009) - postumo

## Filmografia

### Attore

#### Cinema
- I cavalieri dalle lunghe ombre (The Long Riders), regia di Walter Hill (1980)
- I diffidenti (Shy People), regia di Andrey Konchalovskiy (1987)
- L'implacabile (The Running Man), regia di Paul Michael Glaser (1987)
- Soluzione finale (Miracle Mile), regia di Steve De Jarnatt (1988)
- Week-end di terrore (Fear), regia di Robert A. Ferretti (1988)
- Senza limiti (Relentless), regia di William Lustig (1989)
- I migliori (Best of the Best), regia di Robert Radler (1989)
- Le iene (Reservoir Dogs), regia di Quentin Tarantino (1992)
- Kickboxing mortale (Best of the Best II), regia di Robert Radler (1993)
- Parenti lontani (Distant Cousins), regia di Andrew Lane (1993)
- Per amore e per vendetta (Love, Cheat & Steal), regia di William Curran (1993)
- Somebody to Love - Qualcuno da amare (Somebody to Love), regia di Alexandre Rockwell (1994)
- Caméléone, regia di Benoît Cohen (1996)
- Il profumo di un giorno d'estate (Shadrach), regia di Susanna Styron (1998)
- Family Secrets, regia di Sally Champlin (2001)
- 13 Moons, regia di Alexandre Rockwell (2002)
- L'altra sporca ultima meta (The Longest Yard), regia di Peter Segal (2005)
- Nice Guys, regia di Joe Eckardt (2006)

#### Televisione
- Slow Burn, regia di Matthew Chapman – film TV (1986)

### Attore e sceneggiatore
- Vigilato speciale (Straight Time), regia di Ulu Grosbard e Dustin Hoffman (1978)
- A 30 secondi dalla fine (Runaway Train), regia di Andrej Končalovskij (1985)
- Animal Factory, regia di Steve Buscemi (2000)

Viene anche citato come consulente tecnico alla sceneggiatura per American Heart (1992) e Heat - La sfida (Heat) (1995).

## Doppiatori italiani
Nelle versioni in italiano delle opere in cui ha recitato, Edward Bunker è stato doppiato da:
- Glauco Onorato in Vigilato speciale
- Marcello Tusco in A 30 secondi dalla fine
- Sergio Rossi in Tango & Cash
- Helmut Hagen ne Le iene
- Dante Biagioni ne L'altra sporca ultima meta